# Euphysilla
Euphysilla is een geslacht van neteldieren uit de  familie van de Sphaerocorynidae.

## Soorten
- Euphysilla peterseni Allwein, 1967
- Euphysilla pyramidata Kramp, 1955
- Euphysilla tubularia Huang, Xu & Lin, 2015</snall>